# Runas delecarlianas
Las runas dalecarlianas, o dalrunas (en sueco: Dalrunor), eran una versión tardía de la escritura rúnica que se utilizó en la provincia sueca de Dalarna hasta el siglo XX. Por ello, se ha llamado a la provincia «el último bastión de la escritura germánica».

## Historia y uso
Cuando Carl Linnaeus visitó Älvdalen en Dalarna en 1734, hizo la siguiente anotación en su diario:
Los campesinos de la comunidad de aquí, además de usar pentagramas rúnicos, todavía hoy escriben sus nombres y marcas de propiedad con letras rúnicas, como se ve en las paredes, piedras angulares, cuencos, etc. Lo que no se sabe que se siga haciendo en ningún otro lugar de Suecia.
Las runas dalecarlianas derivaban de las runas medievales, pero las letras rúnicas se combinaron con otras latinas, y las letras latinas irían sustituyendo progresivamente a las runas. A finales del siglo XVI, el inventario rúnico dalecarliano era casi exclusivamente rúnico, pero durante los siglos siguientes cada vez más runas individuales fueron sustituidas por caracteres latinos. En su última etapa, casi todas las runas habían sido sustituidas por una letra latina, o por versiones especiales influidas por los caracteres latinos.

Runas dalecarlianas

Aunque el uso de las runas en Dalarna es una antigua tradición, la inscripción fechada más antigua es de los últimos años del siglo XVI. Se trata de un cuenco del pueblo de Åsen que dice «Anders ha hecho (este) cuenco anno 1596». Los estudiosos han registrado más de 200 inscripciones rúnicas dalecarlianas, la mayoría en madera, y pueden verse en muebles, cajas nupciales, en los edificios de los shielings, bloques de cocina, cuencos, varas de medir, etc. La mayoría de las inscripciones son breves, pero también las hay más largas.
Las runas dalecarlianas siguieron utilizándose hasta el siglo XX y su último usuario conocido falleció en 1980. Aún se discute si su uso fue una tradición ininterrumpida durante todo este periodo o si la gente de los siglos XIX y XX aprendió las runas de los libros escritos sobre el tema. El inventario de caracteres se utilizaba principalmente para transcribir el elfdaliano.

## Tabla
La siguiente tabla, publicada en la revista académica Fornvännen en 1906, presenta la evolución de las runas dalecarlianas desde las primeras atestiguadas a finales del siglo XVI hasta una versión de 1832:

## Unicode
Las runas dalecarlianas no están codificadas explícitamente en Unicode. Sin embargo, debido a su similitud con los caracteres utilizados en otras runas y otros símbolos, muchas de ellas pueden escribirse o, al menos, aproximarse. Algunas son lo suficientemente similares en apariencia a los caracteres latinos, o a los caracteres típicamente identificados como símbolos, como para que dichos caracteres puedan servir de sustitutos de sus respectivas runas.
| Latín  | A    | B           | C      | D    | E  | F    | G   | H     | I  | K    | L    | M      | N    | O    | P    | Q   | R  | S       | T   | U  | X     | Y | Z | Å    | Ä        | Ö      |
| Runa   | ᛅ, ᚷ | ᛒ           | ᛋ, ᚲ   | ᚦ    | ᛆ  | ᚠ, ᚨ |     | ᚼ     | ᛁ  | ᛲ, ᚴ | ᛚ    | ᛘ, ᛖ   | ᚿ, ᚳ | ᛰ, ⨁ | 𐋐, ᚹ | ᛩ   | ᚱ  | ᛋ, ᛁ, ᛌ | ᛐ   | ᚢ  | ᛋᛌ, ᛋ | ᛠ |   | ᚼ, Å | ᚯ        | ᛦ      |
| Nombre | ar   | birkä/birke | knäsol | dors | er | fir  | gir | hagal | is | kan  | lagh | madhär | nådh | or   | pir  | qua | re | sol     | tir | ur | äcs   |   |   | års  | halfåars | helårs |

En 2014 se encontró una inscripción de un alfabeto dálrico en las paredes de una casa muy antigua de Älvdalen. En este caso, los dálrunes estaban ordenados según los sonidos de los caracteres del alfabeto latino (A B C), en lugar de según el orden del futhark rúnico (F U Þ). Los Dalrunes se dataron a finales del siglo XVI, y la casa se dató dendrocronológicamente en 1285.
El orden alfabético de las runas muestra que cada runa representa los sonidos de un carácter latino. Por consiguiente, las dalrunes podrían representarse utilizando glifos del bloque Unicode del latín básico. Sin embargo, de hacerlo así, se adoptaría un enfoque similar al de Wingdings, ya que un ordenador sólo entendería cada glifo como una letra latina (aunque con forma rúnica), no como una runa. En GitHub está disponible una fuente del alfabeto dalrúnico que utiliza el bloque Unicode del latín básico como base.